# 天津市武清区博物馆
天津市武清区博物馆，又称武清博物馆是位于天津市武清区的一家历史艺术类综合博物馆，2014年11月开放，是天津市首个区县级博物馆。博物馆与图书馆等共同构成一个建筑——武清区文化中心，位于武清区文化公园东面。博物馆建筑面积为9200平方米。
博物馆有地下一层，地下一层为综合展品修复、储藏空间，主要包括文物库房、大件木器处理室、大件石器处理室、文物修复中心、书画装裱室等。地上五层为展览区，共五个展厅：一、墨韵雍阳（大运河书画院藏品展）；二、武清历史沿革展，从石器时代一直介绍到改革开放，展厅1480平方米，展出铜器、陶瓷等类别的300多件文物；三、漆木古风，展出马可乐收藏的各类漆木明清家具，多出自山西及周边的中小城市；四、旧貌新颜，展出撤村建居的成果，展品包括各类生产生活用具；五、佛首还乡，展出由叶景成先生捐赠的各类佛像，共32尊。

## 重要展品
- 德化窑双兽耳炉
- 青花缠枝莲纹将军罐
- 铜护法像
- 朱漆描金大柜
- 罗汉床
- 供案
- 石造观音菩萨头像
- 石造佛头像
- 石造罗汉头像